# Schallwellen (Walzer)
Schallwellen (op. 148) ist ein Walzer von Johann Strauss (Sohn). Das Werk wurde am 7. Februar 1854 im Sofienbad-Saal in Wien erstmals aufgeführt.